# Havikskruidboorvlieg
De havikskruidboorvlieg (Noeeta pupillata) is een vliegensoort uit de familie van de boorvliegen (Tephritidae). De wetenschappelijke naam van de soort is voor het eerst geldig gepubliceerd in 1814 door Fallen.